# Амайя, Иван
Иван Амайя Карасо (3 сентября 1978, Мадрид) — испанский футболист, защитник команды «Пуэрта Бонита». Серебряный призёр Олимпийских игр 2000 в составе сборной Испании.

## Клубная карьера
Воспитанник клуба «Райо Вальекано», Иван Амайя начинал карьеру в молодёжной команде «Райо Вальекано Б». В основной команде дебютировал в 1998 году. В 2000—2002 годах выступал за «Атлетико Мадрид». Также выступал за команды «Эспаньол», «Хетафе», «Сьюдад де Мурсия», «Эльче», «Гранада», «Реал Мурсия», «Аполлон» (Лимасол), «Сан-Себастьян-де-лос-Рейес». С 2013 года выступает за команду «Пуэрта Бонита».

## Карьера в сборной
Иван Амайя в составе сборной Испании занял второе место на Олимпийских играх 2000 года. В финале против Камеруна Амайя забил мяч в свои ворота, а затем единственный из испанцев не реализовал один из послематчевых пенальти. Кроме того, провел 4 матча в составе молодёжной сборной Испании.

## Личная информация
Младший брат — защитник «Бетиса» Антонио Амайя.